# Rivière à la Martre Ouest
Pour les articles homonymes, voir Martre et La Martre.
Cet article possède un paronyme, voir Marte.
La Rivière à la Martre Ouest est un affluent de la rive Ouest de la rivière à la Martre laquelle coule vers le Nord jusqu'au littoral Sud de l'estuaire du Saint-Laurent. Ce cours d'eau coule entièrement dans les municipalités de Sainte-Anne-des-Monts et La Martre, dans la municipalité régionale de comté (MRC) de La Haute-Gaspésie, dans la région administrative de Gaspésie-Îles-de-la-Madeleine, au Québec, au Canada.
À partir de sa jonction avec la "route de la Rivière" située à 1,5 km au Sud du pont de la route 132 (soit au Sud du village de La Martre), la "route de la Branche Ouest" remonte cette vallée jusqu'au lac de tête.

## Géographie
La "Rivière à la Martre Ouest" prend sa source au lac Sainte-Marthe (longueur : 0,9 km ; altitude : 572 m) dans le canton de Tourelle, dans la partie Est de la municipalité de Sainte-Anne-des-Monts, dans les monts Chic-Chocs qui font partie des Monts Notre-Dame. L'embouchure de ce lac est situé à 11,0 km au sud du littoral Sud de l'estuaire du Saint-Laurent, à 1,3 km au Sud-Est de la limite du canton de Christie et à 6,4 km au Nord de la limite du canton de Potardière. Un mont atteignant 852 m est situé du côté Est du lac.
À partir de l'embouchure (partie Nord-Ouest) du lac Sainte-Marthe, la Rivière à la Martre Ouest coule sur 14,8 km dans une vallée très encaissée, selon les segments suivants :
- 0,8 km vers le Nord dans le canton de Tourelle, dans la municipalité Sainte-Anne-des-Monts, jusqu'au barrage à l'embouchure d'un petit lac que traverse le courant ;
- 2,3 km vers le Nord, jusqu'à la limite du canton de Christie, soit la municipalité de La Martre ;
- 11,7 km vers le Nord-Est dans la municipalité de La Martre, jusqu'à sa confluence[2].

La Rivière à la Martre Ouest se déverse sur la rive Ouest de la rivière à la Martre (La Haute-Gaspésie), à 1,0 km en amont du pont de la route 132.

## Toponymie
Le toponyme « Rivière à la Martre Ouest » a été officialisé le 5 mai 1981 à la Commission de toponymie du Québec.